# ウィル・チャンバー
- ウィル・チェンバース

ウィル・チャンバー（Will Chambers、1988年5月26日 - ）は、クロナラ・シャークスに所属するラグビー選手。

## プロフィール
- オーストラリア・ブリスベン出身。
- ポジションはセンター(CTB)。
- 身長 190cm、体重 100kg
- ニックネームはウィル。
- ラグビーリーグオーストラリア代表に選ばれたことがある[1]。

## 略歴
14歳からラグビーを始めた。
セントジョセフナッジー高校卒業後、レッズ、マンスターを経て、2019年、サントリーサンゴリアスに加入。
2020年2月1日に行われたジャパンラグビートップリーグ第4節のNECグリーンロケッツ戦に先発出場で日本での公式戦初出場を果たす。 
2021年、クロナラ・シャークスに加入。